# Ernst Brunner
Ernst Brunner (Mettmenstetten, 5 december 1901 - Luzern, 1 juni 1979) was een Zwitserse fotograaf.

## Biografie
Brunner was in eerste instantie (1923-1925) geschoold als timmerman en werkte zich later als autodidact op tot fotograaf. Via zijn eerste opdracht van de uitgever 'Regina Verlag' uit Zurich kwam hij in beeld bij de tijdschriften Schweizer Heim en Schweizer Familie. Tot 1960 zou hij voor deze tijdschriften foto's aanleveren. Brunner is met name bekend om het vastleggen en documenteren van het Zwitserse landleven. Hij fotografeerde langere reeksen van werkprocessen en ambachten met de nadruk op het integreren van de historische, geografische en sociale omgeving.

## Exposities
Brunner nam deel aan een aantal groepstentoonstellingen in Zwitserland:
- Photographie in der Schweiz - Heute. Gewerbemuseum, Basel 1949
- Seitenblicke. Die Schweiz 1848 bis 1998. Forum der Schweizer Geschichte, Schwyz 1998

Ook werd er door Edward Steichen een foto van hem geselecteerd voor de wereldberoemde tentoonstelling The Family of Man uit 1955.

## Publicaties
- 100 Bilder von einem Kohlenmeiler im Entlebuch. Luzern 1940
- Die Bauernhäuser im Kanton Luzern. Schweizerische Gesellschaft für Volkskunde, Basel, 1977